# Сьомаки (Луцький район)
Сьомаки́ (пол. Siedmiarki) — село в Україні, у Луцькому районі Волинської області. Входить до складу Луцької міської громади. Населення становить 417 осіб.
До 23 грудня 2016 року село належало до Одерадівської сільської ради.
З 23 грудня 2016 року до 12 червня 2020 року у складі Заборольської сільської громади. 
12 червня 2020 року, згідно з розпорядженням Кабінету Міністрів України  № 708-р, село увійшло до складу Луцької міської громади.

## Географія
На південь від села знаходиться гідрологічний заказник місцевого значення Чорногузка, створений з метою охорони екосистеми однойменної річки.

## Населення
Згідно з переписом УРСР 1989 року чисельність наявного населення села становила 451 особа, з яких 206 чоловіків та 245 жінок.
За переписом населення України 2001 року в селі мешкало 416 осіб.

### Мова
Розподіл населення за рідною мовою за даними перепису 2001 року:
| Мова       | Відсоток |
| ---------- | -------- |
| українська | 99,76 %  |
| російська  | 0,24 %   |

## Пам'ятки археології
На території села відомі такі пам'ятки археології:
- На території села у 1938 р. випадково відкрито ґрунтове поховання стжижовської культури. Біля кістяка знайдені великі скроневі кільця з міді у формі листка.
- В південній частині села, на мисі першої надзаплавної тераси лівого берега р. Чорногузки висотою до 8 м над рівнем заплави  — поселення тшинецько-комарівської культури площею до 1 га. Відкрите розвідкою Ю. Захарука у 1952 р.
- На території села у 1937 р. випадково виявлено поховання волино-люблінської культури. Поховальний інвентар репрезентують ліпні посудини, кам'яна сокира і крем'яні пластини.
- На західній околиці села, на лагідному схилі лівого берега р. Чорногузки висотою 4–5 м над рівнем заплави  — поселення тшинецько-комарівської культури площею близько 1 га.
- За 1 км на захід від села, за 0,2 км на південний схід від невеликого соснового лісу, на схилі першої надзаплавної тераси лівого берега р. Чорногузки висотою до 5 м над рівнем заплави  — двошарове поселення тшинецько-комарівської культури і давньоруського часу площею 1 га.
- За 1,5 км на захід від села, в місці, де бралась земля на спорудження греблі ставу, в заплаві безіменного лівостороннього допливу р. Чорногузки, із західного краю соснового лісу, за 0,8 км на південь від шосейної дороги, що веде на с. Білосток  — поселення тшинецько-комарівської культури площею до 1 га.
- За 2,5 км на північний захід від села, на південь від шосейної дороги, на лагідному схилі безіменного струмка висотою до 5–6 м над рівнем заплави  — двошарове поселення тшинецько-комарівської культури і давньоруського періоду ХІІ–ХІІІ ст. площею до 2 га. Зі сходу до пам'ятки прилягає став.

## Персоналії
- Тимонішин Антон Григорович (1921—1969) — український і російський радянський кінорежисер, театральний актор.